# Must Get Out
Must Get Out è il quinto e ultimo singolo dell'album di debutto dei Maroon 5, Songs About Jane. Realizzato nel 2005, il singolo è stato 39° in UK.

## Lista delle tracce
UK promo single
1. "Must Get Out" (Radio Edit) (Jesse Carmichael, Adam Levine)

European commercial single
1. "Must Get Out" (Jesse Carmichael, Adam Levine)
2. "This Love" (Acoustic Version) (Jesse Carmichael, Adam Levine)

## Classifiche
| Classifica (2005)         | Posizione |
| ------------------------- | --------- |
| Euro Top 200              | 167       |
| Ireland Singles Chart     | 34        |
| Dutch Top 40              | 8         |
| New Zealand Singles Chart | 38        |
| South Africa 5FM Chart    | 18        |
| Tokio Hot 100             | 19        |
| UK Singles Chart          | 39        |